# Gare de Caligny
La gare de Caligny est une ancienne gare ferroviaire française de l'ancienne ligne de Caen à Cerisy-Belle-Étoile, située sur le territoire de la commune de Caligny, dans le département de l'Orne, en région Normandie.
Elle est mise en service en 1868 par la Compagnie des chemins de fer de l'Ouest.

## Situation ferroviaire
Établie à 130 mètres d'altitude, la gare de Caligny est située au point kilométrique (PK) 296,160 de l'ancienne ligne de Caen à Cerisy-Belle-Étoile, entre les gares de Condé-sur-Noireau et de Cerisi-Belle-Étoile.

## Histoire
La gare fut ouverte à partir de 1868 en même temps que la ligne Flers-Condé-sur-Noireau qui fut prolongée vers Caen à partir du 15 mai 1873 et vers Falaise à partir du 15 avril 1874. Son exploitation fut reprise en 1908 par la Compagnie des chemins de fer de l'État, puis en 1938 par la Société nationale des chemins de fer français (SNCF).

## Bâtiment voyageurs
L'ancien bâtiment voyageurs, toujours existant en 2022, est de style « standard Ouest ».

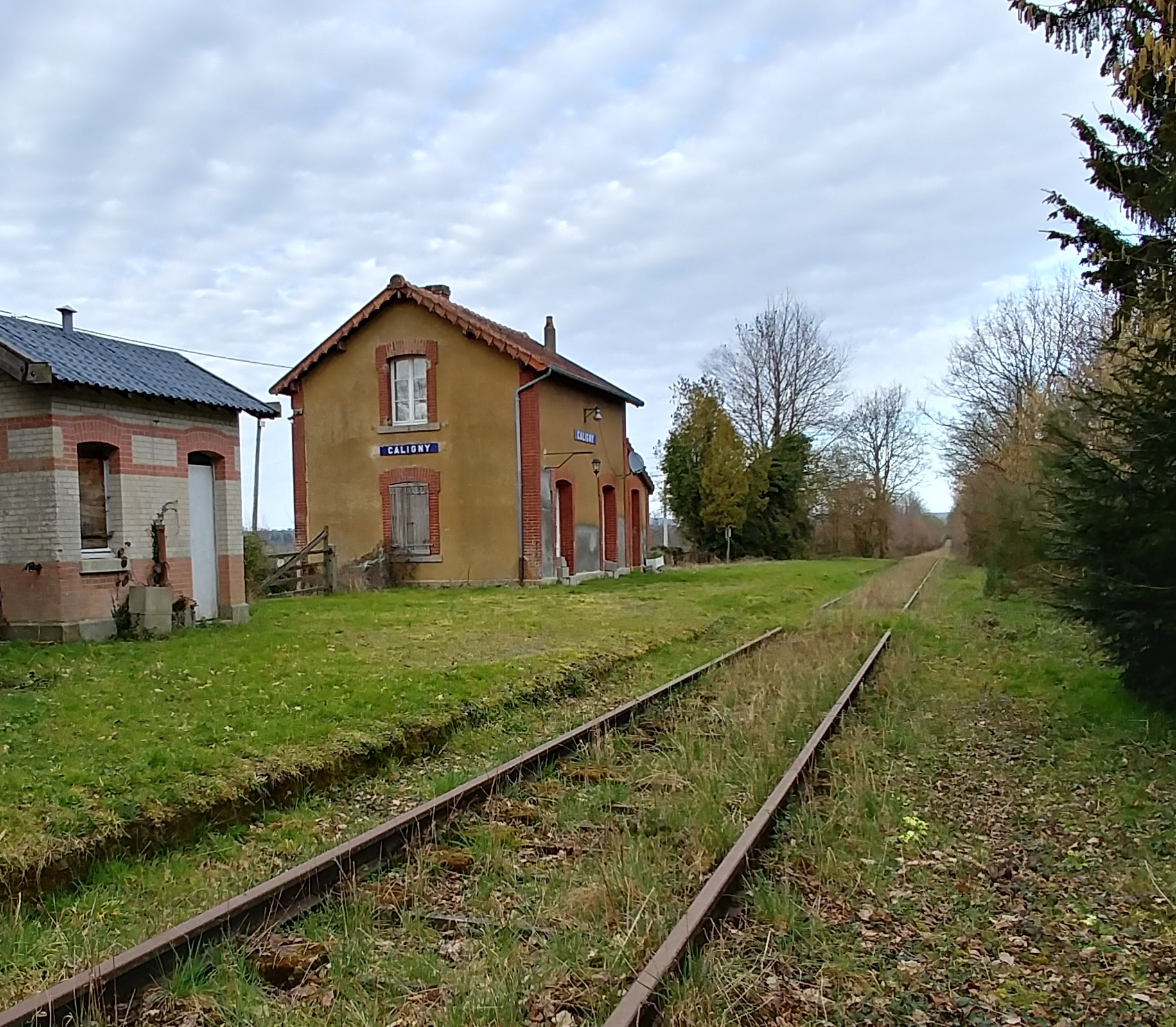
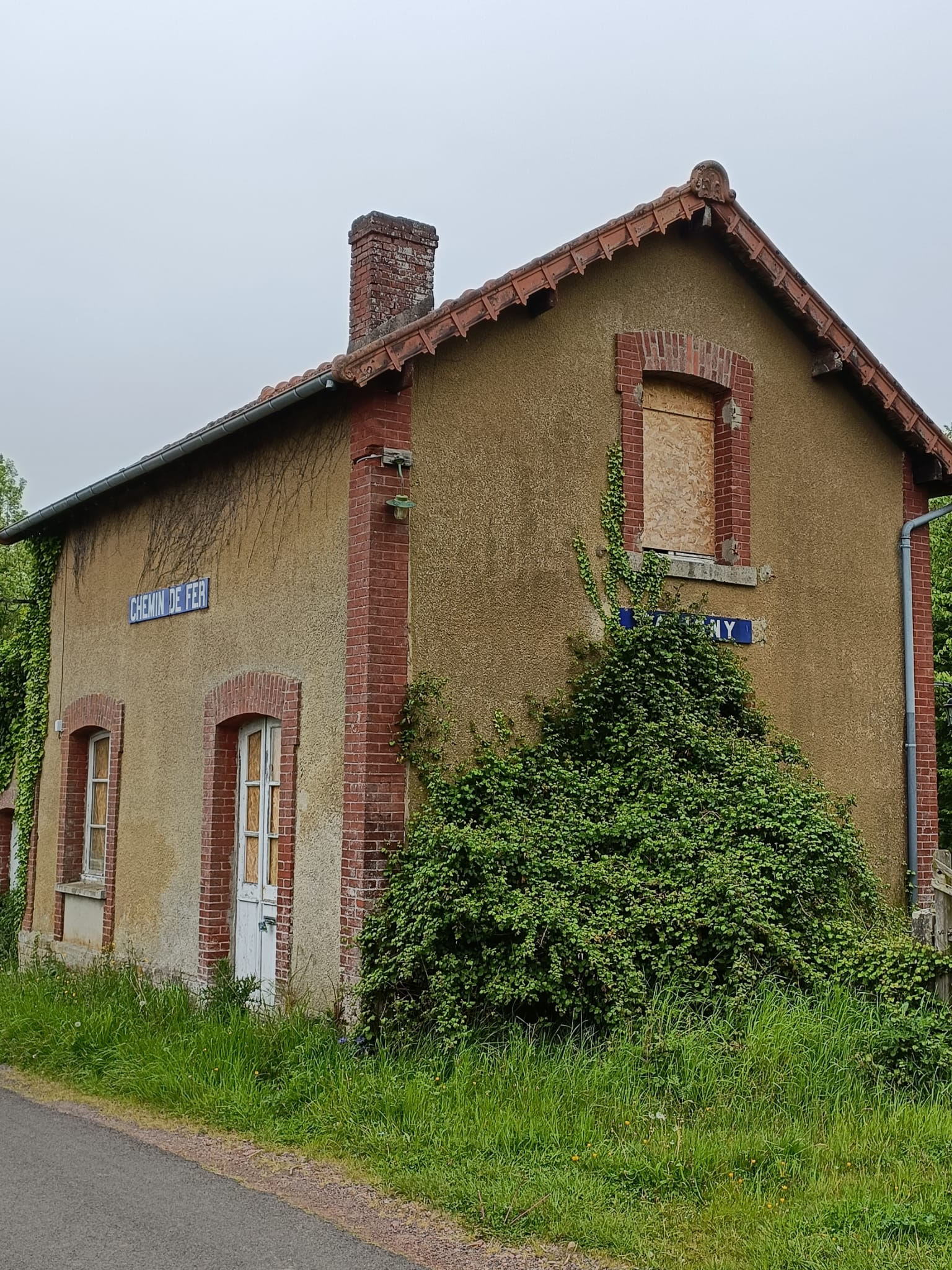
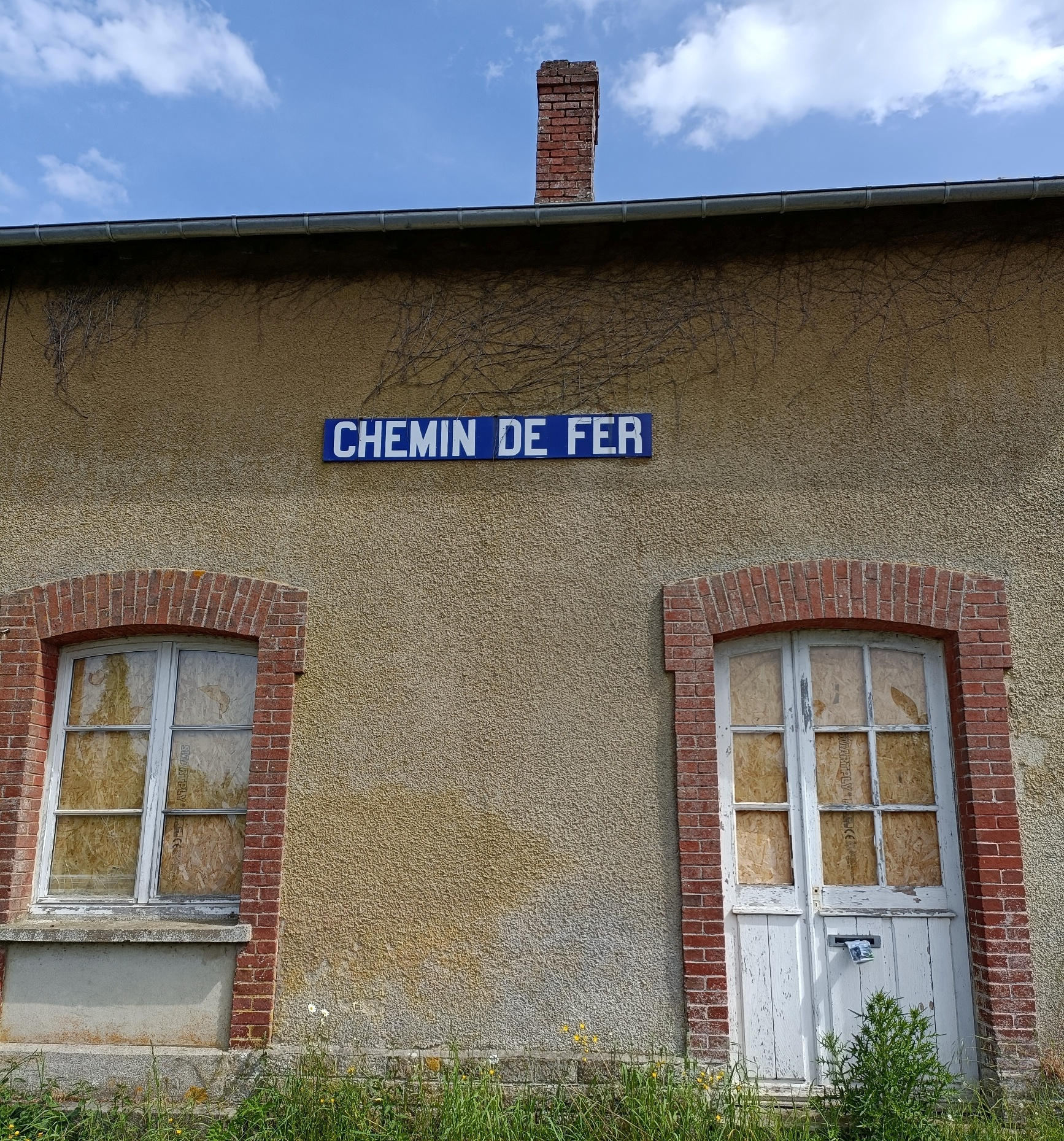
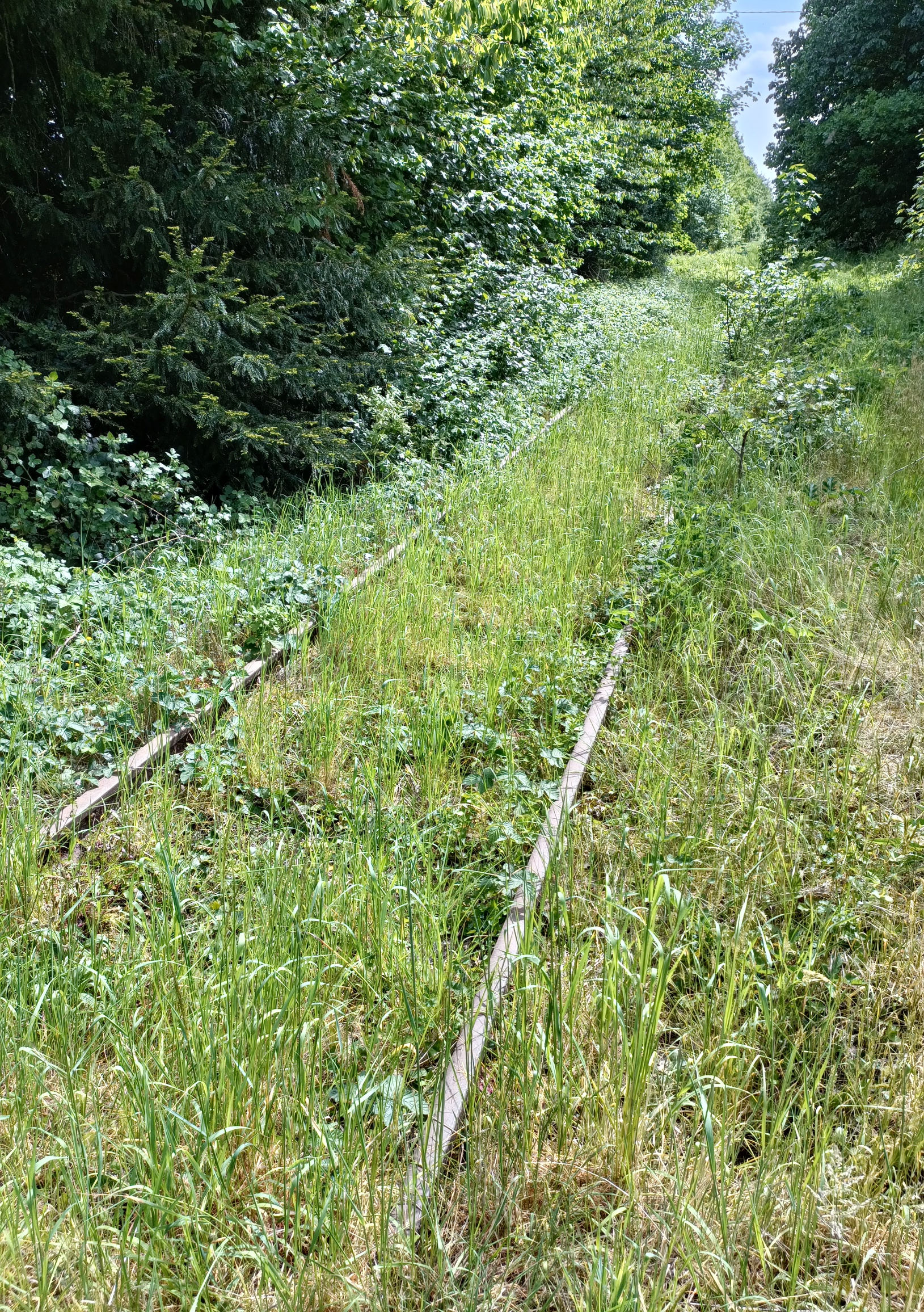
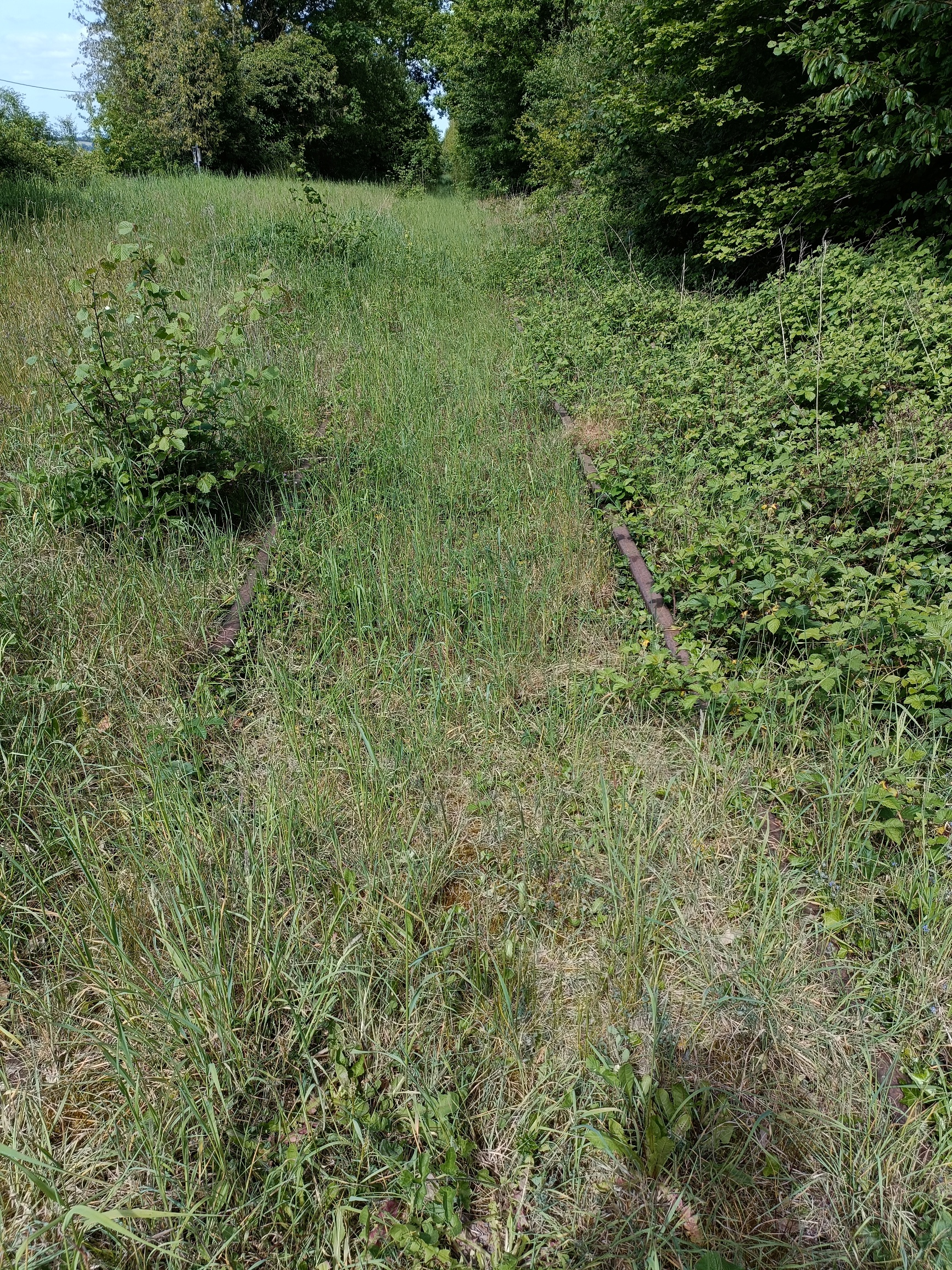
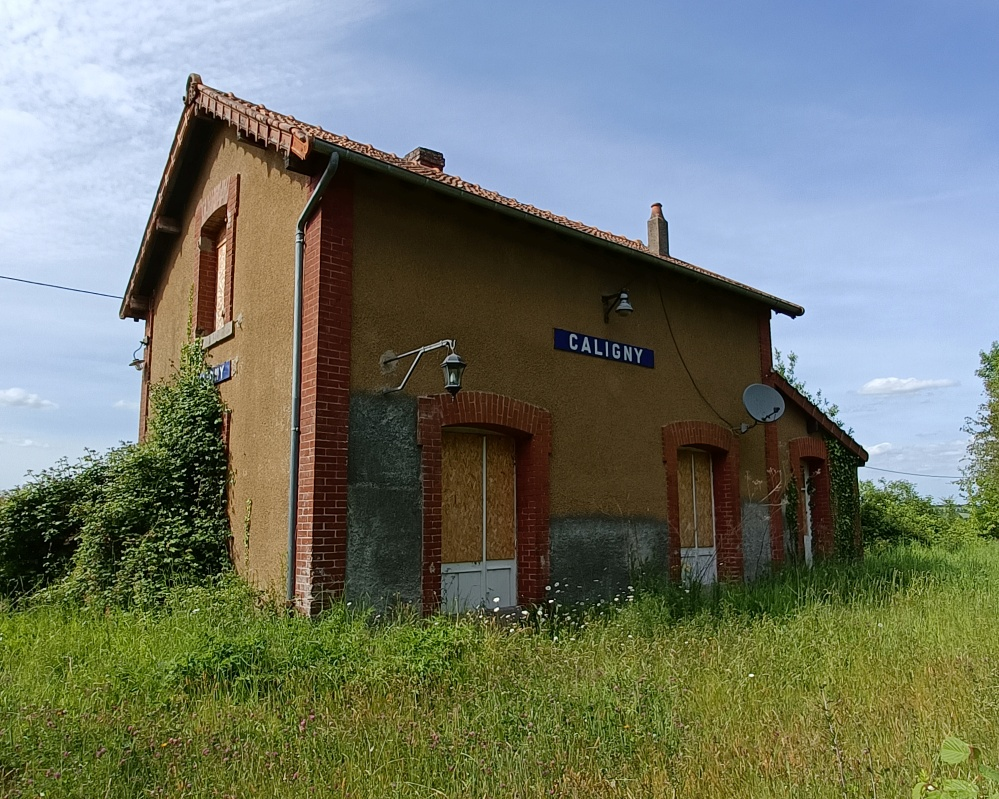
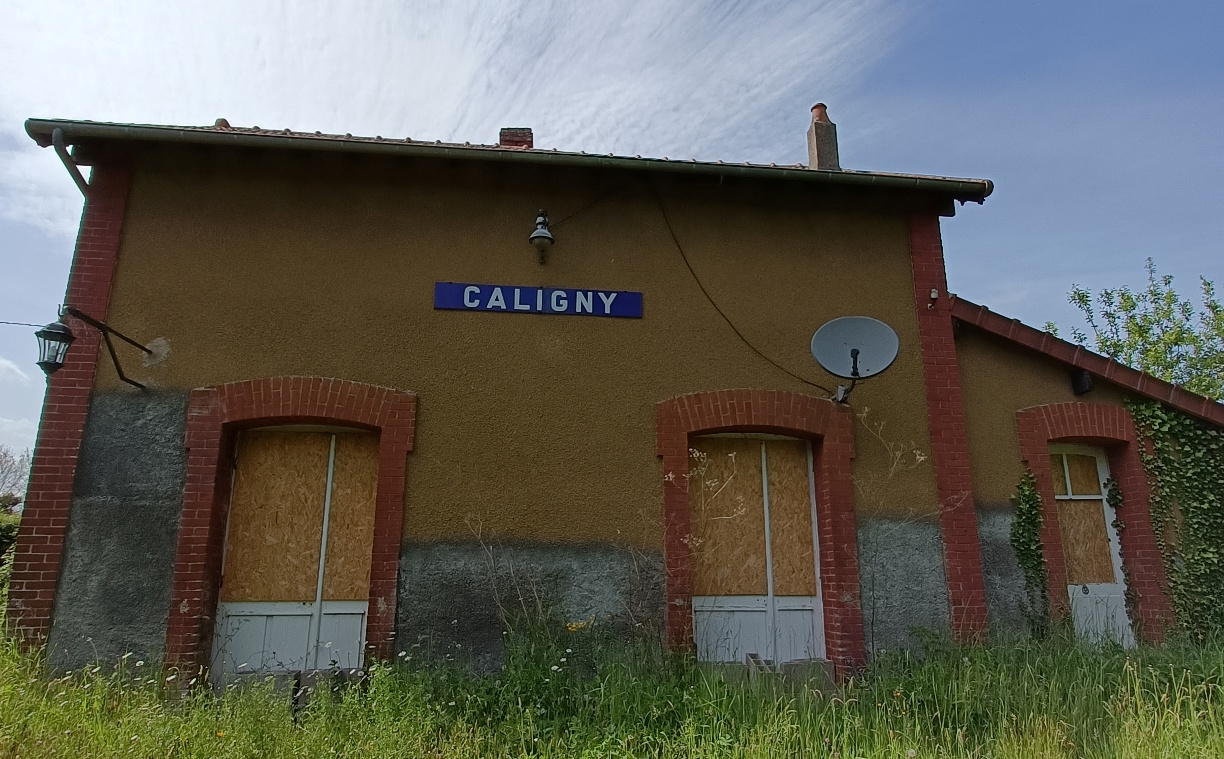
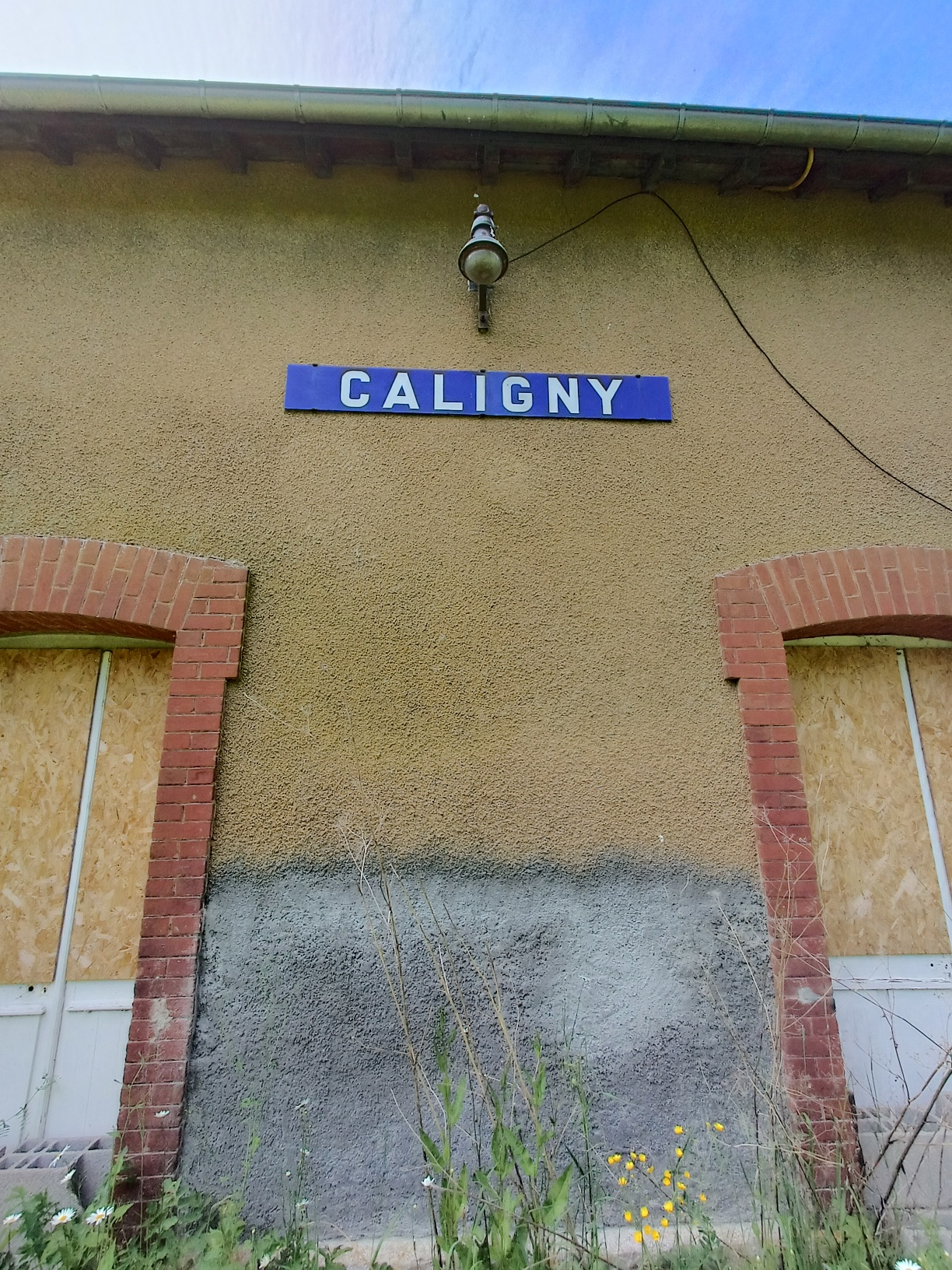
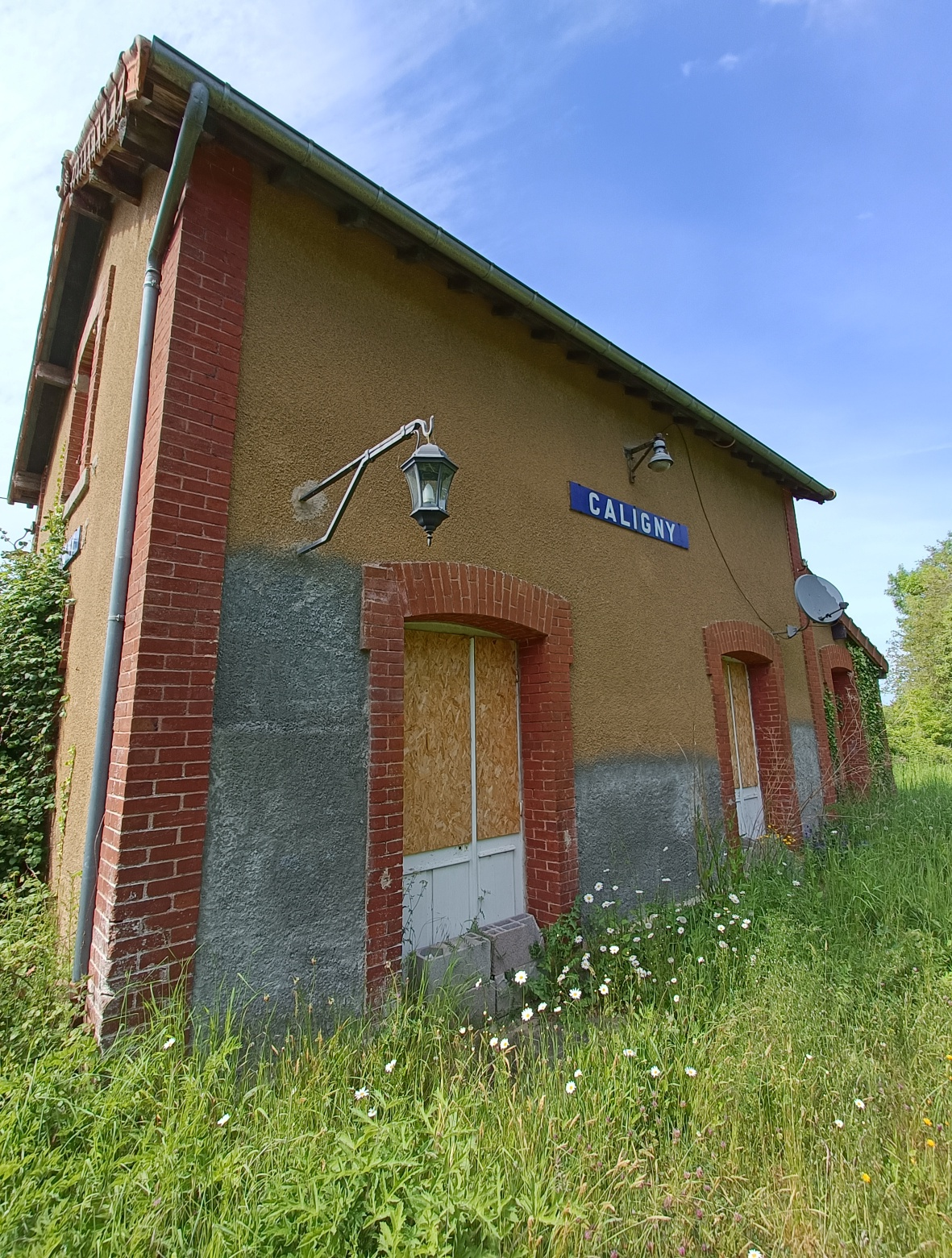
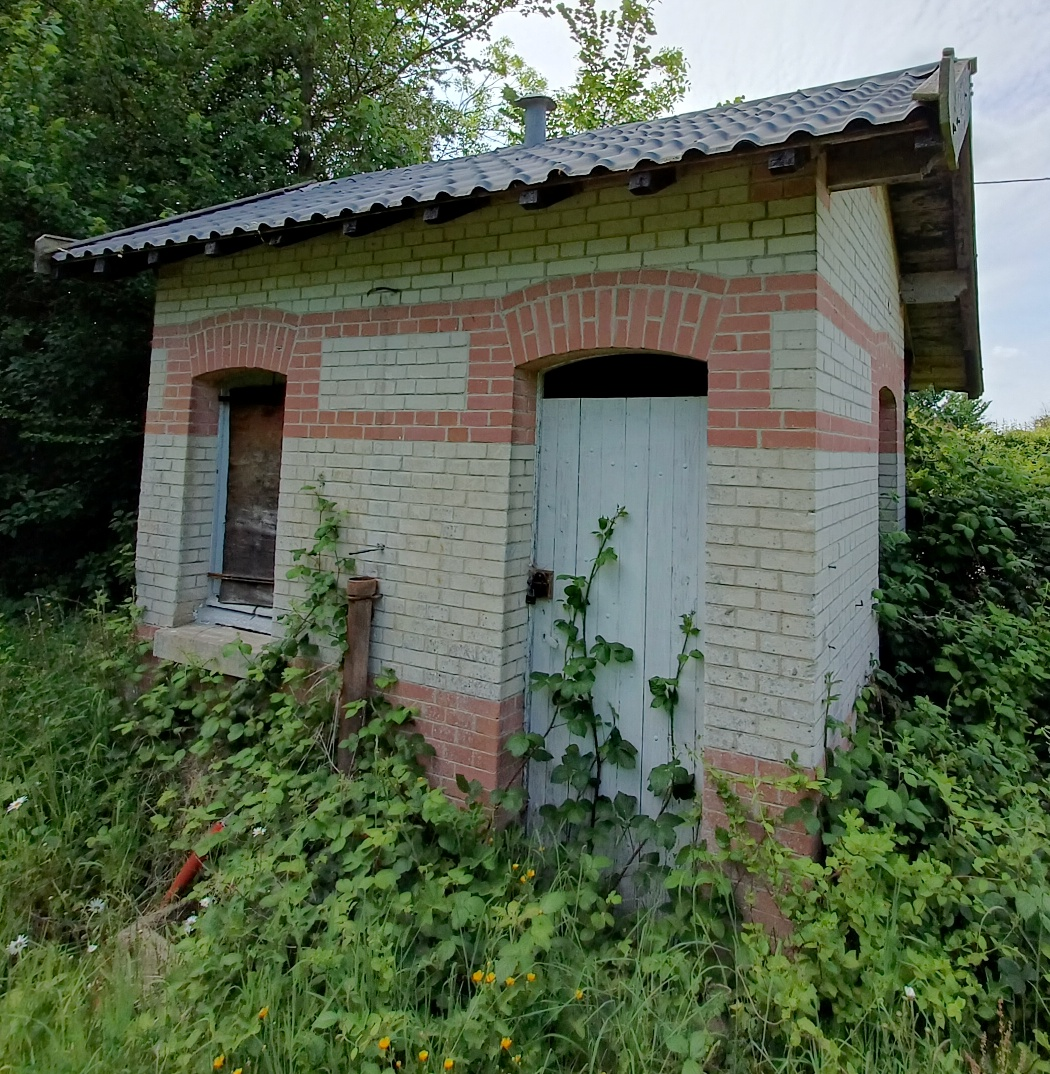
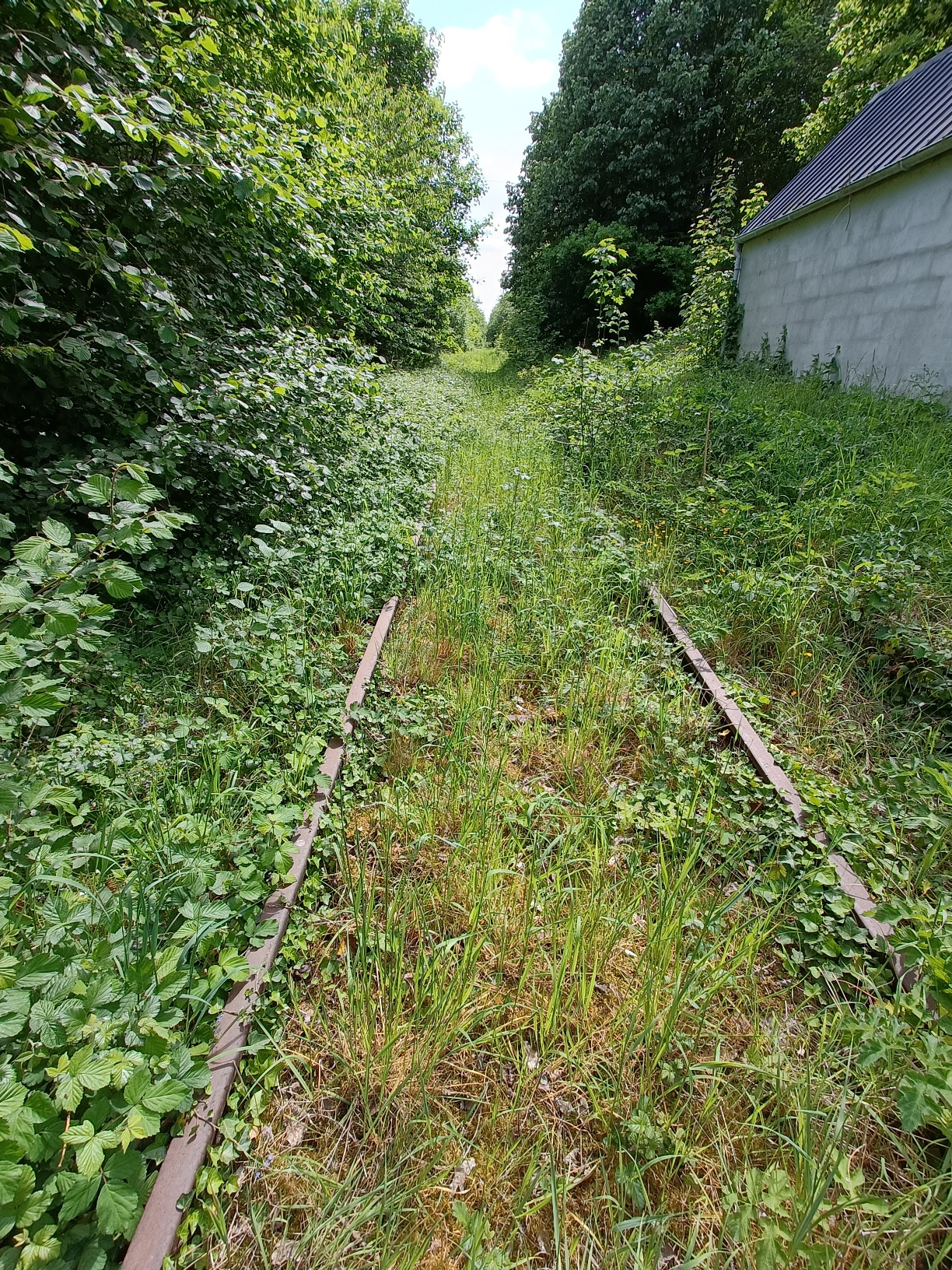
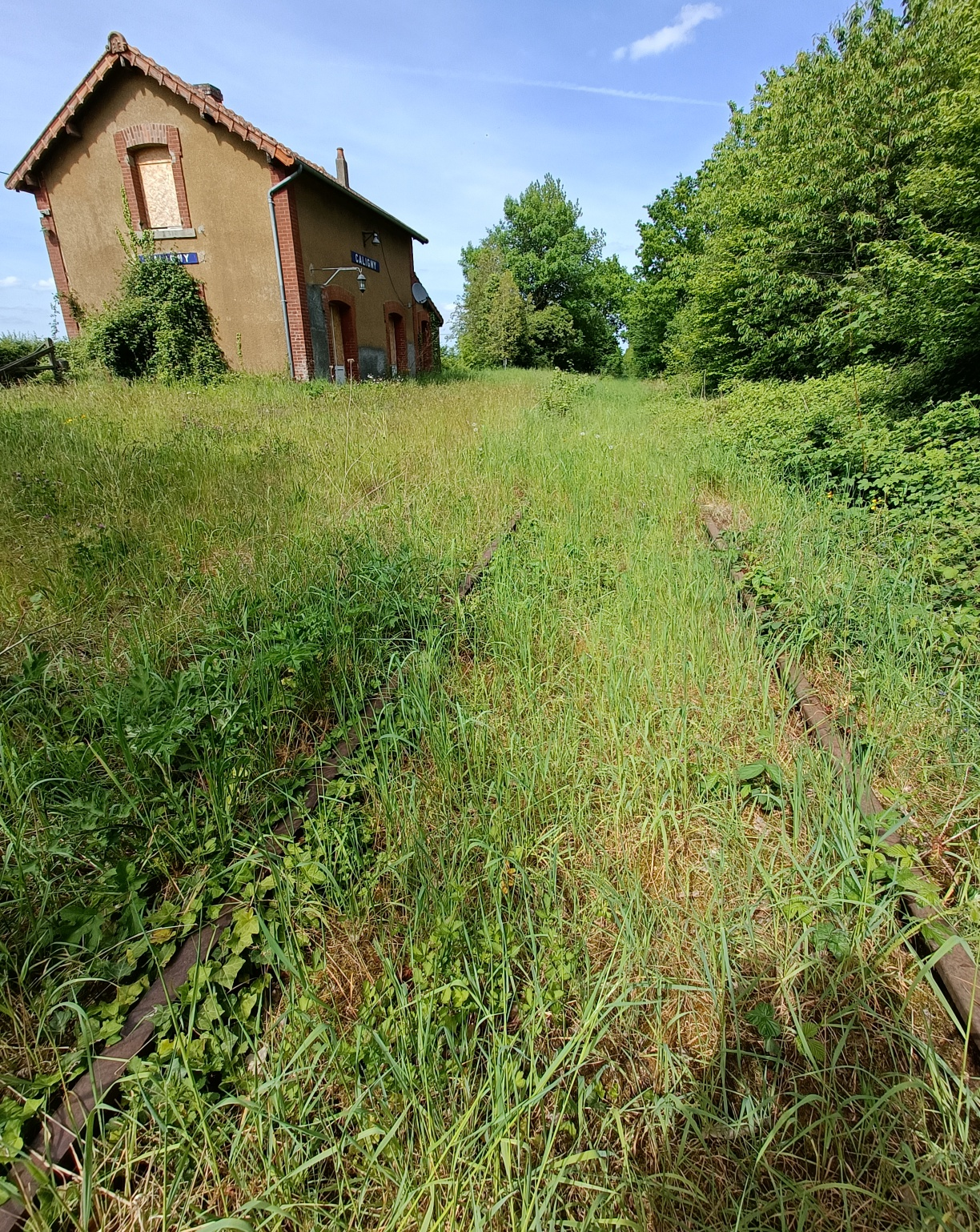
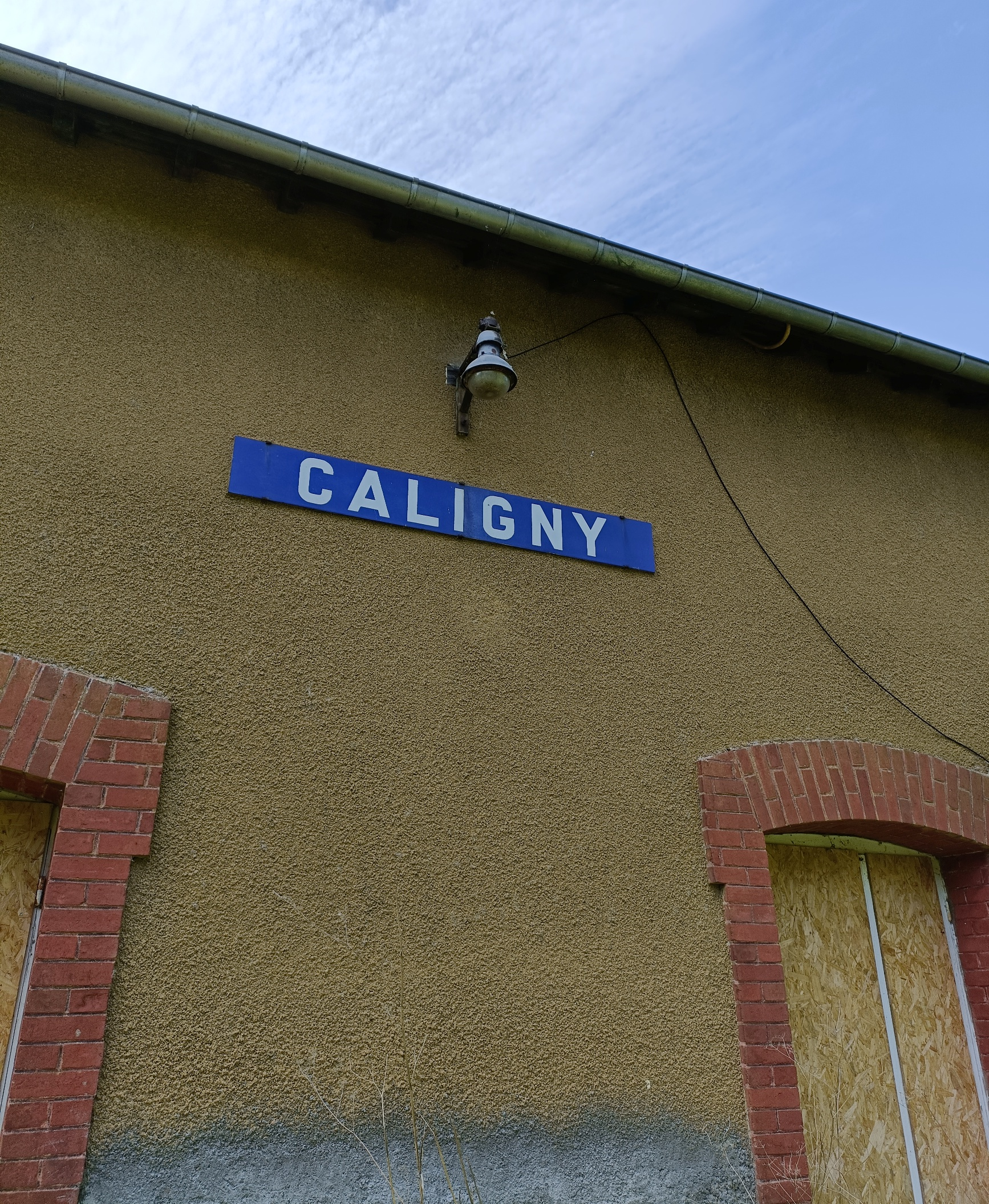